# قانون زیف−مندلبرو
در نظریه احتمالات و آمار، قانون زیف−مندلبرو (انگلیسی: Zipf–Mandelbrot law) یک توزیع احتمال می‌باشد. همچنین تحت عنوان «قانون ویلفردو پارتو-زیف نیز شناخته می‌شود. این قانون یک توزیع قانون قدرت دربارهٔ داده رده‌بندی شده می‌باشد.
به نام جورج کینگزلی زیپ زبان‌شناس آمریکایی، فردی که یک توزیع ساده‌تر تحت عنوان قانون زیف پیشنهاد داد، و بنوا مندلبرو ریاضیدان فرانسوی-آمریکایی، فردی که متعاقباً آن را عمومی ساخت نامگذاری شد.